# Dekanat Szczytno
Dekanat Szczytno – jeden z 21 dekanatów w rzymskokatolickiej archidiecezji warmińskiej.

## Parafie
W skład dekanatu wchodzi 14 parafii:
- parafia Najświętszej Trójcy – Dźwierzuty
- parafia Najświętszej Maryi Panny Królowej Polski – Grom
- parafia św. Józefa Oblubieńca Najświętszej Maryi Panny – Jedwabno
- parafia św. Wojciecha Biskupa i Męczennika – Nowy Dwór
- parafia Opieki św. Józefa – Opaleniec
- parafia Najświętszego Serca Pana Jezusa – Pasym
- parafia Jezusa Chrystusa Króla Wszechświata – Szczytno
- parafia św. Brata Alberta – Szczytno
- parafia św. Stanisława Kostki – Szczytno
- parafia Świętego Krzyża – Szczytno
- parafia Wniebowzięcia Najświętszej Maryi Panny – Szczytno
- parafia Matki Bożej Częstochowskiej – Szymany
- parafia św. Jana Chrzciciela – Targowo
- parafia św. Jana Nepomucena – Wielbark

## Historia
Do 15 września 2022 roku w skład dekanatu wchodziło 9 parafii:
- parafia Opieki św. Józefa – Opaleniec
- parafia Chrystusa Króla – Szczytno
- parafia św. Brata Alberta – Szczytno
- parafia św. Stanisława Kostki – Szczytno
- parafia Świętego Krzyża – Szczytno
- parafia Wniebowzięcia Najświętszej Maryi Panny – Szczytno
- parafia Matki Bożej Częstochowskiej – Szymany
- parafia św. Jana Nepomucena – Wielbark

## Sąsiednie dekanaty
Chorzele (diec. łomżyńska), Dzierzgowo (diec. płocka), Nidzica, , Rozogi